# ISO 3166-2:GW
ISO 3166-2:GW is een ISO-standaard met betrekking tot de zogenaamde geocodes. Het is een subset van de ISO 3166-2 tabel, die specifiek betrekking heeft op Guinee-Bissau. 
De gegevens werden tot op 19 februari 2010 geüpdatet op het ISO Online Browsing Platform (OBP). Hier worden 1 autonome sector - autonomous sector (en) / secteur autonome (fr) / sector autónomo (pt) –, 3 provincies - province (en) / province (fr) / província (pt) - en 8 regio’s - region (en) / région (fr) / região (pt) – gedefinieerd.
Volgens de eerste set, ISO 3166-1, staat GW voor Guinee-Bissau, het tweede gedeelte is een eenletterige code voor de provincies, of een tweeletterige code voor de andere landsdelen.

## Codes
| Code  | Naam    | Categorie       | Deel van |
| ----- | ------- | --------------- | -------- |
| GW-BS | Bissau  | autonome sector |          |
| GW-L  | Leste   | provincie       |          |
| GW-BA | Bafatá  | regio           | GW-L     |
| GW-GA | Gabú    | regio           | GW-L     |
| GW-N  | Norte   | provincie       |          |
| GW-BM | Biombo  | regio           | GW-N     |
| GW-CA | Cacheu  | regio           | GW-N     |
| GW-OI | Oio     | regio           | GW-N     |
| GW-S  | Sul     | provincie       |          |
| GW-BL | Bolama  | regio           | GW-S     |
| GW-QU | Quinara | regio           | GW-S     |
| GW-TO | Tombali | regio           | GW-S     |